# ماریو دیاز بالرت
ماریو دیاز-بالرت (به انگلیسی: Mario Diaz-Balart) نمایندهٔ حوزه‌های انتخابیه بیست و دوم و بیست‌وپنجم فلوریدا از حزب جمهوری‌خواه ایالات متحده آمریکا در مجلس نمایندگان ایالات متحده آمریکا است که برای نخستین‌بار در ۱۱ ژانویه ۲۰۰۳ میلادی به‌عضویت این مجلس درآمد.
عمه او همسر اول فیدل کاسترو بوده و فیدل کاسترو دیاز-بالارت پسر بزرگ کاسترو پسرعمه او است. همچنین هوزه دیاز بالارت خبرنگار تله موندو برادر اوست.